# يوهان ايدولين
يوهان ايدولين (23 يونيو 1982 بكاين في فرنسا - ) (بالفرنسية: Yohann Eudeline)‏ هو لاعب كرة قدم فرنسي في مركز الوسط. لعب مع نادي أنجيه ونادي سيدان ونادي غانغون ونادي كاين ونادي نانت وUSON Mondeville ‏.

## وصلات خارجية
- يوهان ايدولين على موقع قاعدة بيانات كرة القدم.إي يو (الإنجليزية)
- يوهان ايدولين على موقع Soccerway.com (الإنجليزية)